# Иргизлы
Иргизлы (баш. Ырғыҙлы) — деревня в Бурзянском районе Республики Башкортостан Российской Федерации. Административный центр Иргизлинского сельсовета. Центральная усадьба государственного природного заповедника «Шульган-Таш».

## География
Расположена в полутора километрах южнее русла реки Белая (в начале XX века Белая изгибалась петлёй, доходя до границ деревни, затем русло искусственно выпрямили — от бывшей петли осталось две старицы, одна из которых соединяется с руслом).

### Географическое положение
Расстояние до:
- районного центра (Старосубхангулово): 50 км,
- ближайшей железнодорожной станции (Мелеуз): 131 км.

## Население
| 2002 | 2009 | 2010 |
| ---- | ---- | ---- |
| 403  | ↘387 | ↘366 |

Согласно переписи 2002 года, преобладающие национальности: башкиры (65 %), русские (30 %).

## Религия
В деревне есть мечеть и православная церковь Николая Чудотворца.

## Известные уроженцы, жители
- Искужин, Рамиль Кабирович (род. 5 марта 1958) — юрист, кандидат юридических наук, министр земельных и имущественных отношений Республики Башкортостан (с 2012 г.), член Совета Федерации Федерального Собрания Российской Федерации (2006—2008).
- Шафикова, Амина Ивниевна (род. 24 марта 1974) — башкирский российский государственный деятель, министр культуры Республики Башкортостан (с 2012 г.), пианист, преподаватель высшей школы, профессор.

## Достопримечательности
Расположена центральная усадьба государственного природного заповедника «Шульган-Таш» со всемирно известной Каповой пещерой (Шульган-Таш).

## Фильмография
- ARD: Ein Dorf im Ural Архивная копия от 4 марта 2016 на Wayback Machine (нем.) — («Деревня на Урале» — док. фильм. 1-го телеканала Германии), авторы: Детлеф Кордтс, Никола фон Оппель. Длительность — 45 Min.
- Ein Dorf im Süd Ural Doku — («Деревня на Южном Урале» — документальный фильм, 2014), авторы: Детлеф Кордтс, Юлия Соловьёва.